# Montaudin
Montaudin – miejscowość i gmina we Francji, w regionie Kraj Loary, w departamencie Mayenne.
Według danych na rok 1990 gminę zamieszkiwało 938 osób, a gęstość zaludnienia wynosiła 43 osób/km² (wśród 1504 gmin Kraju Loary Montaudin plasuje się na 604. miejscu pod względem liczby ludności, natomiast pod względem powierzchni na miejscu 490.).